# WWK 아레나
WWk 아레나(WWK Arena)는 독일 아우크스부르크에 위치한 축구 구장으로 FC 아우크스부르크의 홈구장이다. 이 경기장은 30,660명을 수용할 수 있으며, 19,060명을 위한 좌석과 11,034명을 위한 입석 시설이 있다. 2기 공사가 완료되면 향후에 49,000명을 수용할 수 있도록 계획되었다. 이 경기장은 옛 아우크스부르크 홈 구장인 로젠아우슈타디온 (Rosenaustadion) 을 대체한다.
2015년 7월 명명권을 취득한 보험 회사 WWK에 의해 WWK 아레나로 명명되었다.

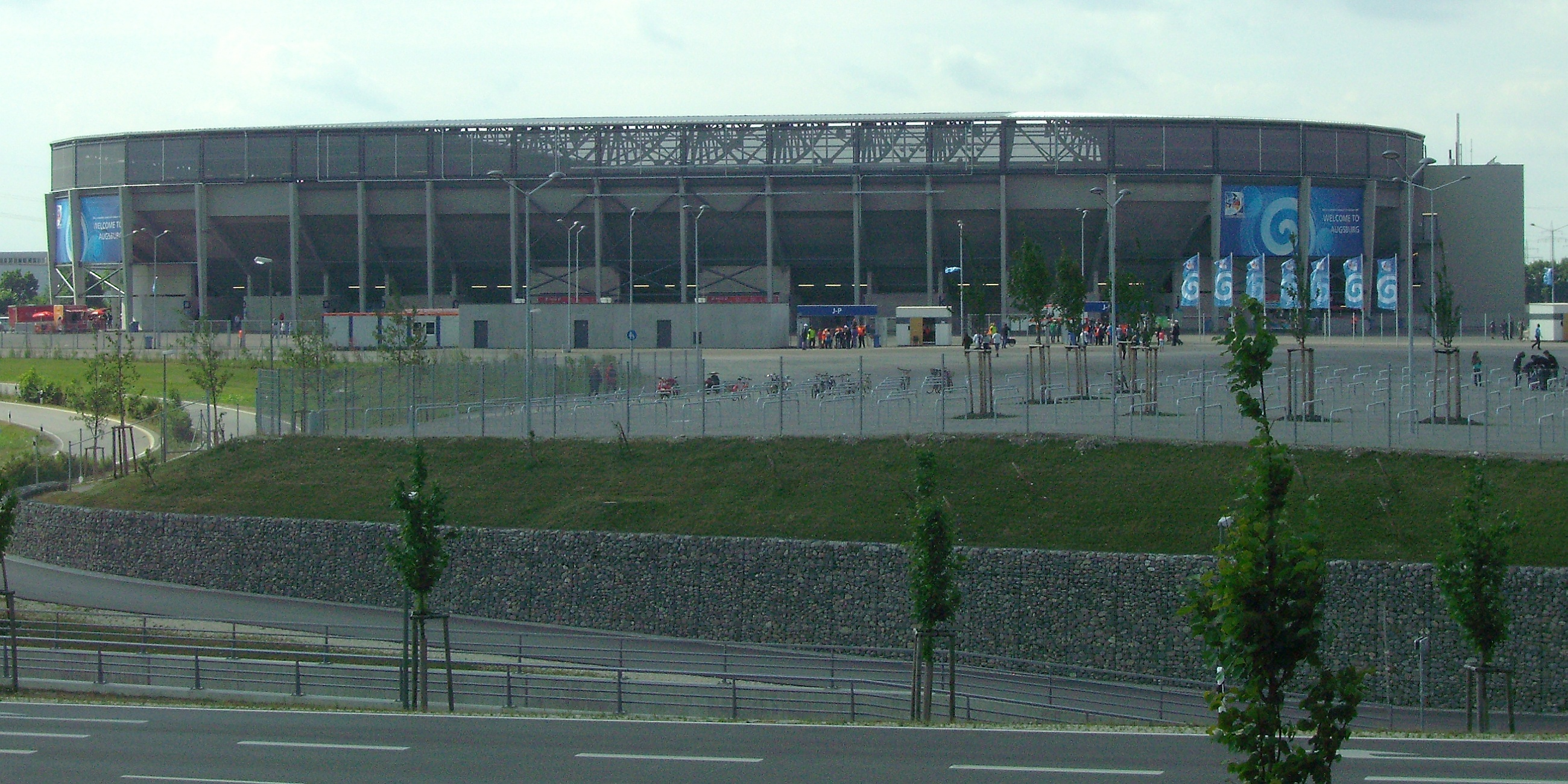
2010년 U-20 여자 월드컵 당시의 경기장과 진입로

아우크스부르크는 2010년 FIFA U-20 여자 월드컵을 주최하였으며 이듬해 2011년 FIFA 여자 월드컵도 주최하였다. 임풀스 아레나는 몇기의 조별리그 경기와 8강전 경기를 주최하였다. FIFA 주관 경기에서는 "아우크스부르크 FIFA 여자 월드컵 경기장"으로 명명되었다.